# Noémi Besedes
Noémi Besedes (Bazel, 14 maart 1980) is een Zwitsers actrice en model. Ze is bekend in Zwitserland vanwege haar werk voor televisiezender VIVA.

## Biografie
Besedes volgde vanaf 2002 de toneelopleiding aan de European Film Actor School te Zürich, waar ze in 2005 afstudeerde. Daarna volgde ze seminars en workshops bij Niki Stein en Vivian Naefe. Ze speelde in tal van films en theaterstukken. In 2011 was ze te zien in de film Mann tut was Mann kann van Marc Rothemund. Verder speelde ze onder andere mee in Inglourious Basterds.